# Table des caractères Unicode/U10980
Cette page contient des caractères spéciaux ou non latins. S’ils s’affichent mal (▯, ?, etc.), consultez la page d’aide Unicode.
Table des caractères Unicode U+10980 à U+1099F.

## Hiéroglyphes méroïtiques
Utilisés pour écrire avec l’alphabet méroïtique hiéroglyphique.

### Table des caractères
| en fr   | 0 | 1 | 2 | 3 | 4 | 5 | 6 | 7 | 8 | 9 | A | B | C | D | E | F |
| ------- | - | - | - | - | - | - | - | - | - | - | - | - | - | - | - | - |
| U+10980 | 𐦀 | 𐦁 | 𐦂 | 𐦃 | 𐦄 | 𐦅 | 𐦆 | 𐦇 | 𐦈 | 𐦉 | 𐦊 | 𐦋 | 𐦌 | 𐦍 | 𐦎 | 𐦏 |
| U+10990 | 𐦐 | 𐦑 | 𐦒 | 𐦓 | 𐦔 | 𐦕 | 𐦖 | 𐦗 | 𐦘 | 𐦙 | 𐦚 | 𐦛 | 𐦜 | 𐦝 | 𐦞 | 𐦟 |